# بید هزارپای مریدانوس
بید هزارپای مریدانوس (نام علمی: Acraga meridensis) نام یک گونه از تیره هزارپابیدان است. این گونه بید در رشته کوه آند در کشورهای ونزوئلا و کلمبیا یافت می‌شود. پهنای بال این گونه ۱۱–۱۳میلی‌متر در نرها و ۱۷–۱۹میلی‌متر در ماده‌ها است.